# Willem Verbeek
Willem Jan Louis (Willem) Verbeek (Wijk bij Duurstede, 25 mei 1820 – aldaar, 30 september 1888), was een Nederlands huisarts in Wijk bij Duurstede. Naast zijn werk als huisarts was hij sociaal-cultureel actief.
Zo was Verbeek zeer betrokken in de schaakwereld, waar hij menig lans brak voor de ontwikkeling van het schaken in Nederland, dat toen achterliep op de rest van de wereld. Verbeek geldt dan ook als een pionier voor het Nederlandse schaken: "Hij is als geen ander een stimulator geweest voor het schaken en de uniformering van de regels in Nederland." Verbeek was een schaakmeester avant la lettre, maar hij is vooral bekend als de hoofdredacteur van het eerste Nederlandse schaaktijdschrift Sissa (1847-1874).

## Privéleven
Willem Jan Louis Verbeek was de jongste telg uit de familie van Jan Louis en Wilhelmina Verbeek. Hij was geboren en getogen in Wijk bij Duurstede en na een onderbreking voor zijn medische opleiding is hij daar in 1842 teruggekeerd en gestart als huisarts. Willems broer J.J.A.Verbeek was toen evenals hun vader apotheker geworden en had de apotheek in het ouderlijke huis op De Markt overgenomen.
Willem Verbeek trouwde datzelfde jaar met Gerarda Heymeriks, dochter van Wilhelmus Heymeriks, eigenaar van een vooraanstaand loodgietersbedrijf in Wijk bij Duurstede, en Maria van Oorschot. Hun gezin groeide uit tot negen kinderen, van wie ze er drie op jonge leeftijd zouden verliezen. Het gezin zou veel later kort uitgebreid worden met drie verweesde kleinkinderen totdat een alternatief thuis voor ze gevonden werd.
In de periode van 1848 tot 1853 staat de familie Verbeek de hulpbehoevende fysiek aftakelende vriend Helvetius van den Bergh terzijde door hem enkele jaren onder hun dak te nemen.
Getuige diverse verkopen, verhuizingen, en private correspondenties in de zeventiger jaren, lijkt de familie Verbeek in die periode de financiële eindjes met moeite aan elkaar te knopen.
Ondanks zijn drukke praktijk, familieleven, en financiële beslommeringen vond Willem Verbeek ruimte om zich in diverse sociaal-culturele activiteiten en goede doelen te verdiepen.

## Medische carrière
Verbeek had een opleiding tot platlandicus in Utrecht en verkreeg zijn diploma's plattelandsheelmeester en vroedmeester in 1842. Hij keerde datzelfde jaar terug naar Wijk bij Duurstede, waar hij zich als huisarts vestigde. In die periode verricht hij belangeloos inentingen tegen de koepokken aan de minderbedeelden. Hij zou er een koninklijke gouden medaille voor ontvangen.
Hij begint spoedig met het schrijven en publiceren en doet dat vooral als corresponderend lid van het Genootschap ter Bevordering van Geneeskunde, Vis Unita Fortior, te Hoorn.
In 1847 wordt Verbeek aangewezen als stadsgeneesheer van Wijk bij Duurstede.
Wanneer in Duurstede een cholera-epidemie uitbreekt in 1848-49, krijgt Verbeek het extra druk. De epidemie in de stad verhindert Verbeek echter niet over zijn praktijkervaringen te blijven publiceren. Veel van zijn werken worden nu ook gepubliceerd en geherpubliceerd in het medische tijdschrift De Nieuwe Boerhaave dat vanaf 1849 uitgegeven werd. Vanaf die tijd schrijft Verbeek tevens als correspondent voor de tijdschriften van Société Médicale d’Emulation de la Flandre Occidentale (België), en British Association for the Advancement of Medical Science.
In 1863 verricht Verbeek wederom belangeloos inentingen tegen koepokken, waarvoor hij ditmaal een zilveren medaille ontvangt van de koning.
In 1874 wordt hij aangewezen als lid van het Medisch Advies Commissie van Gelderland en Utrecht. Meerdere functies zouden daarna nog volgen tot een jaar voor zijn dood. Uit onder meer een krantenartikel van 1882 kan de waardering van de lokale bevolking voor Verbeeks werk opgemaakt worden: “Eén onzer meest geachte, door rijk en arm gewaardeerde stadgenooten, de genees-, heel- en verloskundige W.J.L. Verbeek, herdacht heden den dag waarop hij 40 jaar geleden zijn loopbaan hier ter stede begon. Ten allen tijde bereid te helpen waar hulp noodig is, is het overbodig te zeggen dat dezen dag algemeen de wensch geuit wordt: “Moge de kundige en menschlievende geneesheer, de vriend van allen nog lang in ons midden zijn, krachtig blijven en in alle opzichten gelukkig wezen!”

## Schaakcarrière

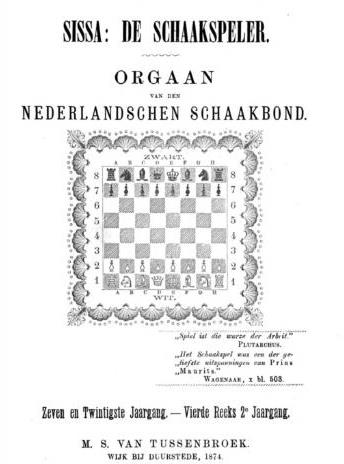
Sissa (27e jrg., 1874)

In 1844 richtte Verbeek met twee clubgenoten het schaakgenootschap Sissa op, vernoemd naar de mythische brahmaan Sissa, waarvan men dacht dat hij het schaakspel uitgevonden had. De leden van deze vereniging ontmoetten ten minste wekelijks. Verbeek leidde menig correspondentie-schaakpartij van Sissa tegen andere clubs in het land. Onder Verbeeks leiding werd Sissa een gerespecteerde schaakmacht en werd Wijk bij Duurstede de 'bakermat van het schaken' in de regio. De vereniging zou tot circa 1865 voortbestaan.
Verbeeks naam (alsook zijn pseudoniem Gustavus) is verbonden met het eerste Nederlandse schaaktijdschrift Sissa, zijn geesteskind, dat hij in 1848 opzette en waarvan hij tot 1874 de hoofdredacteur zou zijn. Het blad werd het middel bij uitstek om de Nederlandse schaakgemeenschap te verbinden en op de hoogte te houden van de laatste theoretische ontwikkelingen.
Na uitgebreid overleg met vooraanstaande schakers publiceerde Verbeek in 1848, onder het pseudoniem Gustavus, het Nieuw reglement op het gewoon schaakspelen, dat algemeen aangenomen werd en door het hele land gebruikt werd tot in 1874, toen de Nederlandse Schaakbond met een update kwam.
In de periode tussen 1848 en 1852 verschafte Verbeek onderdak aan de hulpbehoevende, fysiek aftakelende theaterschrijver Helvetius van den Bergh en bracht hem de regels van het schaakspel bij. Helvetius zou in korte tijd uitgroeien tot een vooraanstaande schaakprobleem-componist en met steun en aanmoediging van Verbeek in 1852 zelfs het boek Kunstspelen voor liefhebbers van het schaken publiceren.
In 1858 werd op Verbeeks initiatief en in samenwerking met Strijdt met Beleid een nationaal schaaktoernooi in Nijmegen georganiseerd. Dit geldt als het eerste nationale schaaktoernooi in de Nederlandse geschiedenis. Dit toernooi werd overigens gewonnen door Werndly, een begenadigd schaker en redacteur van Sissa.
In 1861 publiceerde hij De Hollandsche schaakspeler – een zakboek voor schaakspelers, dat vermoedelijk als het eerste boek over het moderne schaken in de originele Nederlandse taal beschouwd kan worden. Dit boek geeft een overzicht van de stand van het schaken in Nederland halverwege de negentiende eeuw.
Hij was er als redacteur van Sissa getuige van toen op 23 mei 1873 op initiatief van leden van het Haagse Schaakgenootschap Discendo Discimus de Nederlandsche Schaakbond opgericht werd. Sissa, dat met Willem Verbeek een goede en betrouwbare reputatie had, werd het eerste officiële tijdschrift van de Bond. Verbeek was toen, met zijn leeftijd van 53 jaar, internationaal bekend als de oudste redacteur van een schaaktijdschrift, terwijl Sissa een van de langst lopende tijdschriften was die de internationale schaakwereld toen kende. Verbeeks volharding en doorzettingsvermogen, waar andere schaaktijdschriften in binnen- en buitenland het niet redden, wekten alom bewondering. Een jaar later echter stapte Verbeek uit de schaakwereld om "verschillende redenen van overwegend belang" en daarmee kwam ook een einde aan Sissa. De bond zou, na nog een jaar op hoogst onbevredigende wijze met Verbeeks opvolger van der Linde in zee te zijn gegaan, pas in 1893 weer zijn eigen bondstijdschrift hebben.
Het laatste levensteken van Verbeek in de schaakwereld was toen hij in 1878 zijn uitgebreide schaakcollectie aan de Schaakbond verkocht.

### Speelsterkte

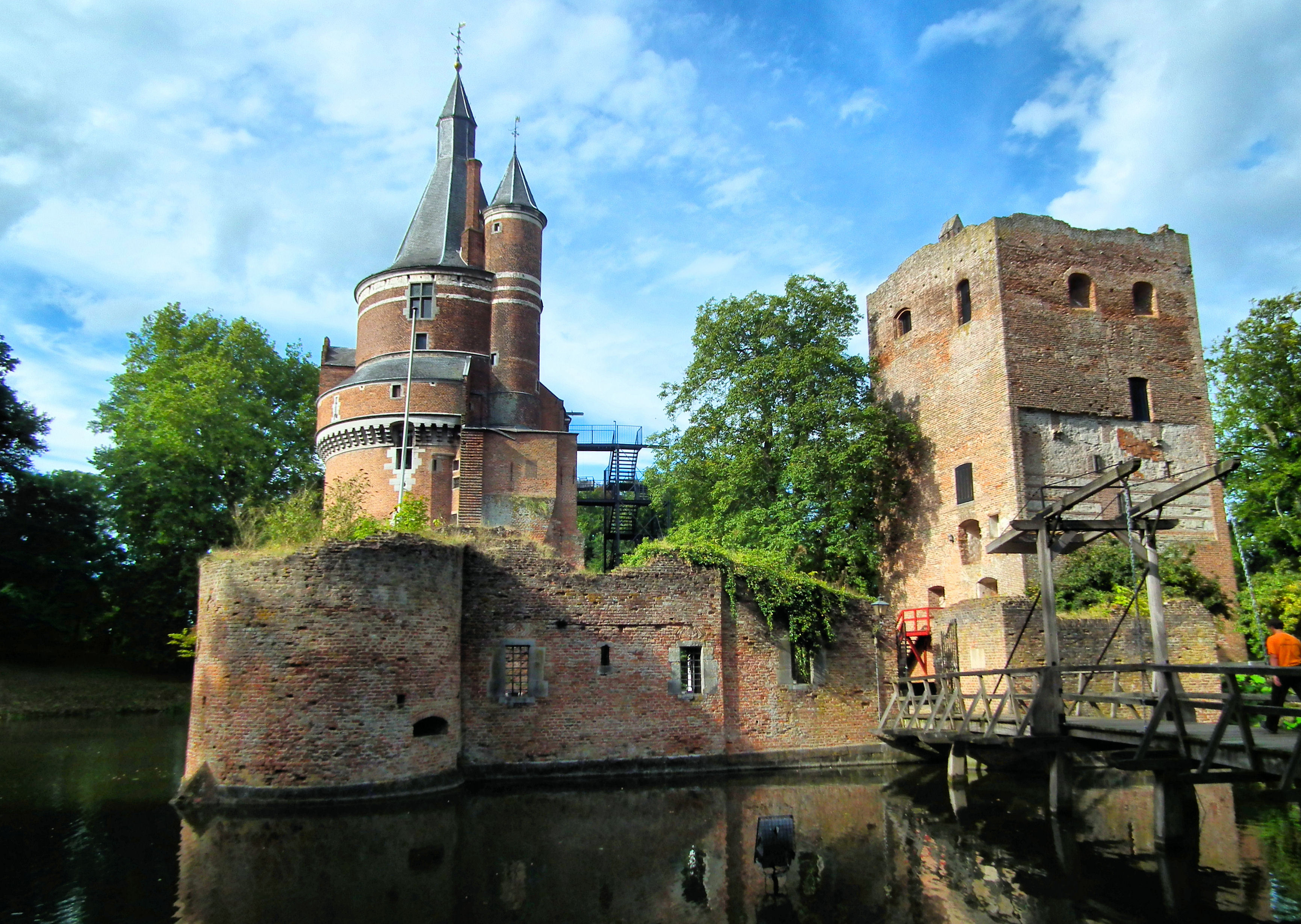
De toren van Kasteel Duurstede, op steenworp afstand van Verbeeks huis, waarin Verbeek op een zomerdag in 1863 een partijtje schaak speelde met Dupré.

Verbeek was naar negentiende-eeuwse Nederlandse maatstaven een bovengemiddeld sterke schaker en geldt als een schaakmeester avant la lettre. Zijn schaakstijl was typisch romantisch en hij was een pleitbezorger van het gambietspel. Hij speelde veel partijen, met en zonder voorgift, en stond bekend als een van de vroegste Nederlandse schakers die geblindeerd simultaanschaak konden spelen. Verbeek heeft menig partij gespeeld tegen de sterkste schakers van Nederland, onder wie C.E.A. Dupré, G. Dufresne en F.G. H(e)ijmans, alsook internationaal bekende schaakmeesters zoals Serafino Dubois. Hij stond ook op goede voet met C.N. Oliphant, toen de oudste schaakspeler van Nederland, met wie hij enkele partijen moet hebben gespeeld terwijl ze de ontwikkeling van het spel in Nederland bediscussieerden. Een ruime honderdtal partijen van hem zijn terug te vinden in het blad Sissa (1848-1874). Verbeek heeft als aanvoerder van Sissa ook vele correspondentiepartijen aangestuurd.
Hij was tevens een bedreven probleem-componist. Verbeeks problemen werden veelvuldig in Sissa, maar ook in buitenlandse tijdschriften gepubliceerd, zoals in het Duitse Schachzeitung, het Italiaanse Rivista Degli Scacchi, het Franse Le Monde Illustré, en het Britse The Era.

## Overige activiteiten
In 1855 werd Verbeek aangesteld als lid van de schoolcommissie in Wijk bij Duurstede. In 1868 richtte hij het koor Batavo Durum op waarvan hij voorzitter bleef tot aan zijn dood. In dezelfde periode was hij ook directeur van het leesgezelschap Tot Nut en Vriendschap (1868-1877). Een paar maanden voor zijn overlijden werd Verbeek nogmaals aangesteld als lid van de schoolcommissie.

## Overlijden en nalatenschap
Een warm woord van hulde aan de nagedachtenis van den Heer Dr. W.J.L. VERBEEK te Wijk-bij-Duurstede, Oud-Redacteur van Sissa. Immers vooral de ouderen onder ons, allen herdenken met bijzondere waardeering, den ijver, het talent, de volharding en beminnelijkheid, waarmede hij gedurende 28 jaren (1847–1874) aan het hoofd der redactie van „Sissa” heeft gestaan en daardoor de lust en de liefde tot het edele spel bij zoovelen heeft opgewekt en gaande gehouden.

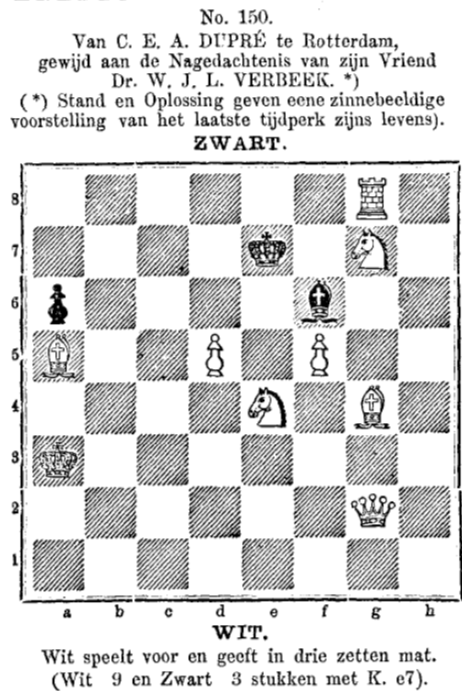
Schaakpuzzel, waarvan de oplossing symbool staat voor Verbeeks overlijden. Oplossing en toelichting in de voetnoot.

Willem Verbeek overleed op 30 september 1888 op 68-jarige leeftijd in Wijk bij Duurstede. Over de oorzaak van het overlijden is weinig bekend. Charles Dupré,  een goede vriend van Verbeek, zou er meer van geweten hebben: in De Groene Amsterdammer schepte hij middels een schaakpuzzel licht op de omstandigheden waaronder hij was overleden.
Verbeek wordt met name herinnerd om zijn bijdragen aan de Nederlandse schaakgemeenschap: "De schaakwereld heeft (...) een groot verlies geleden door het overlijden (...) van één harer meest verdienstelijke leden, den heer W.J. L. Verbeek, te Wijk-bij-Duurstede. Gedurende 27 jaaren was hij redacteur van het schaaktijdschrift Sissa, en men kan zeggen dat hij zoowel met de zaakkundige bewerking van dat blad als met zijn overigen arbeid in boekvorm en voor de periodieke pers het meest van alle Nederlanders bijgedragen heeft tot aankweeking van degelijke schaakkennis in ons Vaderland. Zijn aandenken zal in dankbare vereering voortleven bij de beoefenaars van het schaakspel."
Het is moeilijk om zijn bijdragen aan de ontwikkeling van het Nederlandse schaak te kwantificeren, maar is het duidelijk dat zijn inspanningen flink hebben bijgedragen aan het op de kaart plaatsen van het Nederlandse schaak:
- Het schaaktijdschrift Sissa heeft 28 jaar lang bijgedragen aan:
  - Groei en binding van de Nederlandse schaakgemeenschap
  - Ontwikkeling en verspreiding van schaakkennis en partijen
- Sissa is de historische bron bij uitstek over het Nederlandse schaakleven in de negentiende eeuw.
- Publicatie van schaakregels die tot de update van de bond in 1874 van toepassing waren.
- Publicatie van het eerste boek in de Nederlandse taal over het moderne schaken.

W.J.L. Verbeeks schaakcollectie is overgedragen van de Koninklijke Nederlandse Schaakbond aan het Max Euwe Centrum in Amsterdam, waar het nog altijd ingezien kan worden.

## Eervolle vermeldingen

### Medisch
- 1843: Gouden medaille van koning Willem II voor het belangeloos inentingen hebben verricht aan armen.[7]
- 1863: Zilveren medaille van koning Willem III voor het belangeloos inentingen hebben verricht aan armen.[7]

### Schaakgerelateerd
Voor zijn verdiensten in de Nederlandse schaakwereld heeft W.J.L. Verbeek diverse erkenningen ontvangen, waaronder de volgende:
- 1851: Erelid van Schaakgenootschap Strijdt met Beleid in Nijmegen
- 1851: Erelid van Schaakgenootschap Vriendschap en Oefening in Alkmaar
- 1851: Lid van Verdienste bij Schaakgenootschap Philidor in Amsterdam
- 1860: Honorair lid van Amsterdamse Schaakgenootschap
- 1862: Honorair lid van Schaakgenootschap La Bourdonnais in Amsterdam
- 1866: Erelid van Schaakgenootschap Vermaak door Oefening in Rotterdam
- 1870: Erelid van Schaakgenootschap Ströbeck in Den Bosch
- 1873: Erelid van Discendo Discimus in Den Haag

## Publicaties

### Medisch
- 1844: Over de ontwrichtingen van den bovenarm, vertaling van het Duitse handboek van C.F. Franck
- 1845: Koffij en thee voor dagelijkschen drank en als geneesmiddel beschouwd; gegrond op de ervaring van beroemde geneesheeren. (Amersfoort)
- 1848: Leefregelen ter instandhouding van de gezondheid en ter voorbehoeding van den Aziatischen Braakloop of Cholera. Welmeenende raadgevingen voor armen en rijken.
- 1849: Chirurgische miscellen, artikel in De Nieuwe Boerhaave – Praktische Mededeelingen uit het gebied der Genees- Heel- Verlos-kunde en geneesmiddelenleer. Uitgegeven door een Vereeniging van Vaderlandsche Genees-Heel- en Verlos-kundigen, W.F.Stamrood, Wijk bij Duurstede. 1 Jg., 1 Afl. p.30.
- 1849: Gedachten en opmerkingen over typhus en deszelfs behandeling.[31]
- 1849: Voorloopige mededeeling omtrent de cholera te Wijk bij Duursteede, artikel in De Cholera, bijblad tot de Geneeskundige Courant voor het Koningrijk der Nederlanden.
- 1849: Aantekeningen en opmerkingen betrekkelijk de cholera-epidemie te Wijk bij Duurstede, gereproduceerd als artikel in 1851 in De Nieuwe Boerhaave – Praktische Mededeelingen uit het gebied der Genees- Heel- Verlos-kunde en geneesmiddelenleer. Uitgegeven door een Vereeniging van Vaderlandsche Genees- Heel- en Verlos-kundigen, W.F.Stamrood, Wijk bij Duurstede.
- 1850: Bijdragen tot de kennis der typhus-epidemie, welke in 1848 te Wijk bij Duurstede geheerscht heeft, gereproduceerd als artikel in in De Nieuwe Boerhaave – Praktische Mededeelingen uit het gebied der Genees- Heel- Verlos- kunde en geneesmiddelenleer. Uitgegeven door een Vereeniging van Vaderlandsche Genees-Heel- en Verlos-kundigen, W.F.Stamrood, Wijk bij Duurstede, 1851, p.351 ff
- 1850: Naevi Materni, Teleangiectasia congenita, Spontane genezing, Gereproduceerd in De Nieuwe Boerhaave – Praktische Mededeelingen uit het gebied der Genees- Heel- Verlos-kunde en geneesmiddelenleer. Uitgegeven door een Vereeniging van Vaderlandsche Genees-Heel- en Verlos-kundigen, W.F.Stamrood, Wijk bij Duurstede, p. 436 ff
- 1851: Bijdrage tot de kennis en therapie der Aphonia Nervosa, artikel in De Nieuwe Boerhaave – Praktische Mededeelingen uit het gebied der Genees- Heel- Verlos- kunde en geneesmiddelenleer. Uitgegeven door een Vereeniging van Vaderlandsche Genees-Heel- en Verlos-kundigen, W.F.Stamrood, Wijk bij Duurstede, p.97 ff

### Schaakgerelateerd
Noot: tot 1849 had Verbeek de gewoonte te publiceren onder het pseudoniem Gustavus.
- 1847-1874: (Ed.) Sissa, 28 jaargangen, gepubliceerd door resp. Stramrood, Andriessen, Tussenbroer WbD
- 1848: Nieuw Reglement op het gewoon schaakspelen (...), gepubliceerd door Stramrood, WbD
- 1848: Beknopte handleiding voor het schaakspel, naar de nieuwste werken van Staunton, von der Lasa, Bilguer, Orell en anderen, gepubliceerd door Stramrood, WbD
- 1849: (Ed.) Merkwaardige schaakstrijd te Parijs in november en december 1843 tusschen de H.H. Staunton en St. Amant (...), gepubliceerd door Stramrood, WbD.
- 1853: Tekst van de Toespraak op de feestviering van het achtjarig bestaan van het schaakgenootschap: Sissa: te Wijk bij Duurstede, gehouden den 17 october 1853, gepubliceerd door Stramrood, WbD.
- 1861: De Hollandsche schaakspeler – een zakboek voor schaakspelers, gepubliceerd door Andriessen, WbD.
- 1861: (Ed.) Prof. A. Anderssen in Nederland – Eene herinnering op Schaakgebied uit de Maand Julij 1861, gepubliceerd door Andriessen, WbD.